# جوزيبي ورنزوني
جوزيبي ورنزوني (بالإنجليزية: Giuseppe Lorenzoni)‏ (و. 1843 – 1914 م) هو عالم فلك، وعالم من مملكة إيطاليا.
توفي في بادوفا، عن عمر يناهز 71 عاماً.